# Fermana Calcio 2005-2006
Questa pagina raccoglie le informazioni riguardanti la Fermana Calcio nelle competizioni ufficiali della stagione 2005-2006.

## Stagione
Nella stagione 2005-2006 la Fermana disputa il girone A del campionato di Serie C1, raccoglie 13 punti in trentaquattro partite, con l'ultimo posto della classifica e retrocede direttamente in Serie C2. Sono quattro i tecnici che si sono alternati sulla panchina gialloblù, ma nulla hanno potuto per mantenere la categoria, data la netta inferiorità palesata nel corso del torneo. Nel girone A ritorna in Serie B dopo 55 anni di attesa lo Spezia, con il Genoa che ha vinto i Play-off. Nella Coppa Italia di Serie C la Fermana disputa il girone E di qualificazione, che ha promosso ai sedicesimi di finale Foligno, Gualdo ed Ancona. A Fermo nell'estate 2006 dopo l'amara retrocessione in Serie C2, il presidente Giacomo Battaglioni non è riuscito ad iscrivere la Fermana nel campionato di competenza, e dopo la messa in liquidazione della Società Fermana Calcio 1920, nasce l'Unione Sportiva Fermana - Società Sportiva Dilettantistica, che riparte dal campionato di Promozione marchigiana, dove otterrà due promozioni in tre stagioni. Farà ritorno nel calcio professionistico nel campionato di Serie C 2017-2018.

## Rosa
| N. |                   | Ruolo | Calciatore            |
| -- | ----------------- | ----- | --------------------- |
|    | Italia (bandiera) | D     | Alessio Acciai        |
|    | Italia (bandiera) | A     | Gianluca Adami        |
|    | Italia (bandiera) | C     | Andrea Amato          |
|    | Italia (bandiera) | D     | Lorenzo Attorresi     |
|    | Italia (bandiera) | A     | Eros Bagnara          |
|    | Italia (bandiera) | C     | Yuri Barucca          |
|    | Italia (bandiera) | C     | Fabio Ciabattoni      |
|    | Italia (bandiera) | C     | Josè Francesco Cianni |
|    | Italia (bandiera) | A     | Antonio Croce         |
|    | Italia (bandiera) | C     | Yuri Croceri          |
|    | Italia (bandiera) | D     | Stefano Del Moro      |
|    | Italia (bandiera) | A     | Leonardo Formichetti  |
|    | Italia (bandiera) | C     | Filippo Foro          |
|    | Italia (bandiera) | D     | Raffaele Francioso    |
|    | Italia (bandiera) | P     | Paolo Iaboni          |
|    | Italia (bandiera) | A     | Giancarlo Improta     |

| N. |                       | Ruolo | Calciatore          |
| -- | --------------------- | ----- | ------------------- |
|    | Italia (bandiera)     | D     | Iacopo La Rocca     |
|    | Italia (bandiera)     | D     | Vincenzo Masi       |
|    | Italia (bandiera)     | C     | Matteo Monti        |
|    | Italia (bandiera)     | D     | Daniel Niccolini    |
|    | Montenegro (bandiera) | A     | Nikola Olivieri     |
|    | Italia (bandiera)     | A     | Alessandro Onesti   |
|    | Italia (bandiera)     | D     | Aldo Perricone      |
|    | Italia (bandiera)     | A     | Ranieri Pirro       |
|    | Italia (bandiera)     | D     | Marco Quadrini      |
|    | Italia (bandiera)     | A     | Andrea Rodia        |
|    | Italia (bandiera)     | P     | Francesco Scotti    |
|    | Italia (bandiera)     | A     | Alessandro Smerilli |
|    | Italia (bandiera)     | A     | Andrea Staffolani   |
|    | Italia (bandiera)     | D     | Fabio Tinazzi       |
|    | Italia (bandiera)     | C     | Giacomo Tulli       |
|    | Italia (bandiera)     | C     | Fabio Visone        |

## Risultati

### Campionato

#### Girone di andata
| Arbitro: | Lioce (Molfetta) |

|                             |           |  |
| Villa 31’, 57’ Specchia 59’ | Marcatori |  |

| Arbitro: | Barbirati (Ferrara) |

|  |           |                          |
|  | Marcatori | 2’ (rig.), 90+3’ Temelin |

| Arbitro: | Lena (Ciampino) |

|                                                 |           |  |
| Sinigaglia 26’ (rig.) Rimoldi 90+2’ Greco 90+4’ | Marcatori |  |

| Arbitro: | Pierpaoli (Firenze) |

|                              |           |                                 |
| Bagnara 28’ Staffolani 45+1’ | Marcatori | 14’, 70’ De Paula 57’ Sansovini |

| Pizzighettone 23 settembre 2005 5ª giornata | Pizzighettone    | 0 – 0 | Fermana | Stadio Comunale\| Arbitro: \| Pinzani (Empoli) \| |
| Arbitro:                                    | Pinzani (Empoli) |       |         |                                                   |

| Arbitro: | Tommasi (Bassano del Grappa) |

|  |           |                   |
|  | Marcatori | 87’ (aut.) Scotti |

| Arbitro: | Palazzino (Ciampino) |

|                                        |           |                          |
| Scandurra 16’, 47’ (rig.) De Lucia 65’ | Marcatori | 29’ Staffolani 68’ Pirro |

| Arbitro: | Pecorelli (Arezzo) |

|           |           |              |
| Felci 40’ | Marcatori | 69’ La Rocca |

| Fermo 22 ottobre 2005 9ª giornata | Fermana             | 0 – 0 | Ravenna | Stadio Bruno Recchioni\| Arbitro: \| Gervasoni (Mantova) \| |
| Arbitro:                          | Gervasoni (Mantova) |       |         |                                                             |

| Arbitro: | Didato (Agrigento) |

|                                                    |           |  |
| Chianese 25’, 43’ Veronese 31’, 38’ La Cagnina 63’ | Marcatori |  |

| Arbitro: | Ferrandini (Sondrio) |

|             |           |                |
| Bagnara 85’ | Marcatori | 73’ Rossettini |

| Arbitro: | Prato (Lecce) |

|            |           |               |
| Soligo 40’ | Marcatori | 81’ Niccolini |

| Arbitro: | Calvarese (Viterbo) |

|  |           |             |
|  | Marcatori | 1’ Giacobbo |

| Arbitro: | Zanardo (Conegliano) |

|                            |           |  |
| Varricchio 5’ Guidetti 49’ | Marcatori |  |

| Arbitro: | Petroselli (Viterbo) |

|                                   |           |                                       |
| Staffolani 17’ (rig.) Bagnara 23’ | Marcatori | 2’, 50’ Cristiano 39’, 81’ Martinetti |

| Arbitro: | Russo (Nola) |

|              |           |             |
| Federici 60’ | Marcatori | 10’ Croceri |

| Arbitro: | Meli (Parma) |

|                                  |           |              |
| Croceri 9’ Staffolani 76’ (rig.) | Marcatori | 25’ Masolini |

#### Girone di ritorno
| Arbitro: | Nicodano (Milano) |

|              |           |                              |
| Quadrini 16’ | Marcatori | 53’ (rig.), 67’ (rig.) Villa |

| Arbitro: | Branciforte (Nuoro) |

|                       |           |  |
| Temelin 6’ Artico 39’ | Marcatori |  |

| Arbitro: | Celi (Bari) |

|  |           |           |
|  | Marcatori | 10’ Iliev |

| Sesto San Giovanni 29 gennaio 2006 21ª giornata | Pro Sesto       | 0 – 0 | Fermana | Stadio Ernesto Breda\| Arbitro: \| Manna (Isernia) \| |
| Arbitro:                                        | Manna (Isernia) |       |         |                                                       |

| Arbitro: | Italiani (L'Aquila) |

|             |           |  |
| Pirro 45+1’ | Marcatori |  |

| Arbitro: | Corletto (Castelfranco Veneto) |

|                              |           |                         |
| Porro 56’, 90+4’ Movilli 74’ | Marcatori | 6’ Staffolani 44’ Pirro |

| Arbitro: | Rubino (Salerno) |

|  |           |                 |
|  | Marcatori | 8’, 18’ Berardi |

| Arbitro: | Pizzi (Saronno) |

|  |           |                     |
|  | Marcatori | 38’ (rig.) Califano |

| Arbitro: | Vivenzi (Brescia) |

|                                     |           |            |
| Succi 35’ U. Improta 57’ Maah 90+3’ | Marcatori | 90’ Visone |

| Arbitro: | Buonocore (Nichelino) |

|  |           |              |
|  | Marcatori | 53’ Veronese |

| Arbitro: | Zanzi (Lugo di Romagna) |

|              |           |  |
| Cotroneo 69’ | Marcatori |  |

| Arbitro: | Zonno (Bari) |

|  |           |            |
|  | Marcatori | 3’ Ferraro |

| Arbitro: | Baracani (Firenze) |

|                                             |           |  |
| Giacobbo 8’ (rig.) Altinier 37’ Manucci 84’ | Marcatori |  |

| Arbitro: | Mannella (Avezzano) |

|  |           |                |
|  | Marcatori | 35’ Varricchio |

| Arbitro: | Marzaloni (Rimini) |

|               |           |            |
| Rubino 1’, 9’ | Marcatori | 4’ Croceri |

| Arbitro: | Candussio (Cervignano del Friuli) |

|  |           |            |
|  | Marcatori | 67’ Egbedi |

| Arbitro: | Morabito (Messina) |

|                          |           |  |
| Taldo 81’ L. Paghera 90’ | Marcatori |  |

### Coppa Italia di Serie C

#### Girone E
| 17 agosto 2005 1ª giornata |  | – Turno di riposo Fermana |  |  |

| Arbitro: | Forconi (Aprilia) |

|            |           |           |
| Iacona 14’ | Marcatori | 32’ Rodia |

| Arbitro: | Gentile (Termoli) |

|  |           |             |
|  | Marcatori | 74’ Santini |

| Arbitro: | Calvarese (Viterbo) |

|                  |           |                     |
| Mussi 15’ (rig.) | Marcatori | 27’ (aut.) A. Conti |

| Arbitro: | Boracci (San Benedetto del Tronto) |

|                |           |                |
| Formichetti 8’ | Marcatori | 88’ Belluomini |